# Hamptjärnen (Degerfors socken, Västerbotten, 713836-168372)
Hamptjärnen är en sjö i Vindelns kommun i Västerbotten och ingår i Umeälvens huvudavrinningsområde. Sjön har en area på 0,0184 kvadratkilometer och ligger 163,3 meter över havet.

## Delavrinningsområde
Hamptjärnen ingår i det delavrinningsområde (713640-168463) som SMHI kallar för Ovan VDRID = Kvarnbäcken i Vindelälvens vattendra*. Medelhöjden är 231 meter över havet och ytan är 34,6 kvadratkilometer. Räknas de 860 avrinningsområdena uppströms in blir den ackumulerade arean 11 816,42 kvadratkilometer. Vindelälven som avvattnar avrinningsområdet har biflödesordning 2, vilket innebär att vattnet flödar genom totalt 2 vattendrag innan det når havet efter 91 kilometer. Avrinningsområdet består mestadels av skog (74 procent). Avrinningsområdet har 1,37 kvadratkilometer vattenytor vilket ger det en sjöprocent på 4 procent. Bebyggelsen i området täcker en yta av 1,26 kvadratkilometer eller 4 procent av avrinningsområdet.